# Nine Stones (Altarnun)
Nine Stones (deutsch „Neun Steine “, auch East Moor oder Altarnun Steinkreis  genannt) ist ein Steinkreis etwa einen Kilometer nordwestlich der Bowhayland Farm, 3,0 Kilometer südlich von Altarnun und 11,0 Kilometer westlich von Launceston auf dem Bodmin Moor in Cornwall in England.
Nicht zu verwechseln mit Nine Stanes (auch „Garrol“ oder „Mulloch wood“ genannt) in Kincardineshire, Ninestane Rig in Schottland, Nine Stones (Winterbourne Abbas) in Dorset bzw. Nine Stones (Belstone) in Devon.
Die Nine Stones wurden 1889 restauriert, als nur noch zwei Steine aufrecht standen. Der Kreis von 15,0 Metern Durchmesser ist der kleinste im Bodmin Moor. Acht Granitsteine bilden den Kreis und ein Stein steht etwa in der Mitte. Ein flacher, dreieckiger Stein liegt an der Basis eines der Steine. Die Steine sind der Höhe nach ungeordnet, wobei der größte Abstand 1,3 m beträgt. Eine Lücke im Norden deutet auf einen neunten Stein. Der zentrale Stein, ein 1,1 Meter hoher Stein, wurde dort möglicherweise entfernt, um ihn als Pfarreigrenzstein zu verwenden.
Eine weitere Rekonstruktion ist notwendig, da ein Stein am Nordosten gefallen ist und einige andere, einschließlich des Mittelsteins, in prekären Winkeln geneigt sind. Die Steine stehen auf sumpfigem Grund. Der Viehbestand hat das Gebiet um die Steine in einen Morast verwandelt.
Es gibt 550 Meter nordöstlich und im Süden Hüttenkreise, als Reste von Bienenkorbhütten.